# Governo de Resistência de Angola no Exílio
O Governo de Resistência de Angola no Exílio (GRAE), também chamado Governo Revolucionário de Angola no Exílio, foi um autoproclamado governo no exílio baseado em Quinxassa na República Democrática do Congo durante a Guerra de Independência de Angola. Durante toda sua existência como GRAE esteve sob influência da Frente Nacional de Libertação de Angola (FNLA) e seu presidente foi Holden Roberto.

## Histórico

### Negociações de criação
Precedeu a criação do GRAE as negociações entre a FNLA (ainda União das Populações de Angola (UPA)) e o Movimento Popular de Libertação de Angola (MPLA) durante a 2ª Conferência dos Povos Africanos, realizada em Tunes, em janeiro de 1960, para formar uma frente única de luta anticolonial. Estavam relacionados na resolução para formação de uma frente única angolana de luta anticolonial Amílcar Cabral, Hugo Azancot de Menezes, Lúcio Lara, Viriato da Cruz e Holden Roberto. Entretanto, as negociações esbarravam nas divergências ideológicas entre as duas organizações principais, nas disputas de poder entre Holden Roberto, Agostinho Neto e Viriato da Cruz e nos compromissos que Roberto tinha assumido com a CIA. As negociações de formação continuaram entre janeiro e outubro de 1961 e incluíam também o Partido Democrático de Angola (PDA/Aliazo) e a Associação de Resistência do Enclave de Cabinda (AREC).
As negociações para criação da frente comum avançam entre o MPLA, o PDA/Aliazo e a AREC, com a UPA enfrentando uma fragmentação e disputa interna entre janeiro e fevereiro de 1961, entre os grupos de Roberto e Jean-Pierre Mbala, que a deixam sem condições de negociação.
As divergências persistiram a tal ponto que o MPLA firmou negociações com o PDA/Aliazo e com a AREC criando, em abril de 1961, a Frente de Libertação de Angola (FLA), efetivamente excluíndo a FNLA num primeiro momento. A PDA/Aliazo aproxima-se e é absorvida pela UPA, que passa a ser conhecida como FNLA, incluíndo esta na FLA. A FNLA articula a conversão da FLA no Conselho Nacional de Angola (CNA) para coordenar as atividades de guerrilha através do Comando Militar Unificado (CMU). A predominância do FNLA nessa nova fase da FLA/CNA incomoda Cruz — nesta altura era o líder de facto do MPLA —, que articula a criação da "Frente Democrática de Libertação de Angola" (FDLA).

### Transformação em GRAE
Em um comunicado publicado em 20 de dezembro de 1961, Rosário Neto, vice-presidente da UPA/FNLA, lança o projeto do "Governo Provisório da República Angolana", que deveria substituir a FLA/CNA. Esta proposta incluiria o organismo sindical Liga Geral dos Trabalhadores de Angola (LGTA). Porém, as negociações para a conversão da FLA/CNA arrastam-se até abril de 1962.
Após concluídas as negociações, a FNLA consegue transformar a FLA/CNA em "Governo de Resistência de Angola no Exílio" (GRAE) em 5 de abril de 1962, organizando o Exército de Libertação Nacional de Angola (ELNA) a partir do Congo-Quinxassa. Uma Comissão de Conciliação, sob os auspícios de Kwame Nkrumah e depois da Organização de Unidade Africana (OUA), tentou retomar a proposta de unificação entre a FNLA e o MPLA sob a sombra do GRAE/CNA entre julho de 1962 e julho de 1963, mas não obteve sucesso. A ajuda quinxassa-congolesa ao GRAE foi gradualmente reduzida assim que Moïse Tshombe se tornou primeiro-ministro. Neto, por fim, afasta o MPLA definitivamente do GRAE em função dos choques de poder com Cruz e Roberto.
A Organização de Unidade Africana concedeu ao GRAE em 1963 o reconhecimento exclusivo como o governo legítimo de Angola, um movimento que estimulou o governo quinxassa-congolês a expulsar as forças do MPLA do seu território. No entanto, em 1964 a OUA também reconheceu o MPLA e gradualmente o apoio ao GRAE foi reduzido.
A centralização de Holden Roberto, bem como suas opiniões idológicas pró-monárquicas, pró-ocidentais e conservadoras afastam, em julho de 1964, o ministro das Relações Exteriores do GRAE, Jonas Savimbi, que formaria, em 1966, a União Nacional para a Independência Total de Angola (UNITA), uma dissidência inicialmente maoísta que atraiu figuras de relevo do GRAE.
Inicialmente, as forças do GRAE (ainda FLA/CNA) lutaram principalmente nas florestas ao norte dos Dembos, conseguindo a façanha de proclamar o "Estado Livre de Angola" com icônica capital em Nambuangongo. No início de 1969, o FNLA/GRAE abriu uma segunda frente ao longo da fronteira com a Zâmbia.
O GRAE constituiu um bloco de movimentos africanos, juntamente com o Congresso Pan-Africanista (África do Sul), o Comitê Revolucionário de Moçambique (COREMO) e a União Nacional Africana do Zimbábue. Através desta cooperação, o GRAE prestou alguma assistência militar ao seu homólogo moçambicano. Na década de 1960, o GRAE recebeu uma grande parte da ajuda humanitária para refugiados angolanos de fontes ocidentais, além de apoio mais tímido da China e do bloco soviético.
Em 1972 Agostinho Neto ensaiou uma aproximação com Holden Roberto, incluíndo o retorno do MPLA ao GRAE com o objetivo da criação de uma frente única que lutasse contra Portugal. Roberto deveria permanecer na presidência, enquanto que Neto seria o vice-presidente. A repressão da revolta de Quincuzo, com vários oficiais da FNLA filiando-se ao MPLA em Brazavile, fez a proposta declinar definitivamente. No período 1971-1972, quando já estava em declínio acentuado, o GRAE recebeu 61.666 libras esterlinas da OUA, 5,69% do total doado pela OUA a diferentes movimentos de libertação africanos da época. Durante o mesmo período, a OAU deu ao MPLA 180.334 libras esterlinas.

### Substituição pelo Conselho Supremo e extinção
O GRAE foi convertido em 3 de dezembro de 1972 em Conselho Supremo da Libertação de Angola. O próprio Conselho Supremo/GRAE declinou pouco depois, com a Independência de Angola, sendo substituído pelo Conselho Nacional da Revolução, órgão colegiado de gestão, composto pela UNITA e da FNLA, entre 1975 e 1976, da auproclamada República Popular Democrática de Angola (RPDA).